# 81. pehotna divizija (ZDA)
81. pehotna divizija (izvirno angleško 81st Infantry Division) je bila pehotna divizija Kopenske vojske ZDA.